# Liste der Nummer-eins-Hits in Dänemark (1991)
Diese Liste enthält alle Nummer-eins-Hits in Dänemark im Jahr 1991. Es gab in diesem Jahr acht nachgewiesene Nummer-eins-Singles. Music & Media

## Singles
| | Liste der Nummer-eins-Hits in Dänemark | Liste der Nummer-eins-Hits in Dänemark                 | Liste der Nummer-eins-Hits in Dänemark                                                 | 1992 → |
| \| Zeitraum \| Wo. ges. \| Interpret \| Titel Autor(en) \| Zusätzliche Informationen \| \| (Zeitraum, Wochen auf Platz eins, Interpret, Titel, Autor[en], zusätzliche Informationen) \| \| \| \| \| \| ----------------------------------------------------------------------------------------- \| -------- \| ------------------------------------------------------ \| -------------------------------------------------------------------------------------- \| ----------------------------------------------------------------------------------------------------------- \| \| 22. Dezember 1990 – 15. Februar 1991 8 Wochen (insgesamt 9) \| 9 \| 2 X Kaj \| Alle Bornene \| – \| \| 16. Februar 1991 – 22. Februar 1991 1 Woche \| 1 \| Hugo \| Hugorap \| – \| \| 23. Februar 1991 – 1. März 1991 1 Woche (insgesamt 9) \| 9 \| 2 X Kaj \| Alle Bornene \| – \| \| 2. März 1991 – 8. März 1991 1 Woche \| 1 \| The KLF feat. The Children of the Revolution \| 3 a.m. Eternal Jimi Francis Cauty, William Ernest Drummond \| – \| \| 9. März 1991 – 5. April 1991 4 Wochen \| 4 \| Cut ’n’ Move \| Take No Crap \| – \| \| 6. April 1991 – 24. Mai 1991 7 Wochen \| 7 \| Roxette \| Joyride Per Håkan Gessle \| – \| \| 25. Mai 1991 – 31. Mai 1991 1 Woche (insgesamt 5) \| 5 \| Brian Igen-Igen \| De Sku' Ha' No'En Bank \| – \| \| 1. Juni 1991 – 21. Juni 1991 3 Wochen \| 3 \| The KLF \| Last Train to Trancentral (The Iron Horse) Jimmy Cauty, Bill Drummond, Ricardo Lyte \| – \| \| 22. Juni 1991 – 19. Juli 1991 4 Wochen (insgesamt 5) \| 5 \| Brian Igen-Igen \| De Sku' Ha' No'En Bank \| – \| \| 20. Juli 1991 – 26. Juli 1991 1 Woche \| 1 \| Cher \| The Shoop Shoop Song (It’s in His Kiss) Rudy Clark \| Im Original für Merry Clayton (1963) geschrieben. Aus dem Soundtrack zum Film Meerjungfrauen küssen besser. \| \| 27. Juli 1991 – 8. November 1991 15 Wochen (insgesamt 16) \| 16 \| Bryan Adams \| (Everything I Do) I Do It for You Robert John „Mutt“ Lange, Bryan Adams, Michael Kamen \| Aus dem Soundtrack zum Film Robin Hood – König der Diebe. \| \| 9. November 1991 – 15. November 1991 1 Woche \| 1 \| Cut ’n’ Move \| Spread Love \| – \| \| 16. November 1991 – 22. November 1991 1 Woche (insgesamt 16) \| 16 \| Bryan Adams \| (Everything I Do) I Do It for You Robert John „Mutt“ Lange, Bryan Adams, Michael Kamen \| – \| \| 23. November 1991 – 29. November 1991 1 Woche \| 1 \| Marky Mark and the Funky Bunch feat. Loleatta Holloway \| Good Vibrations Donald Edmond Wahlberg, Mark Wahlberg, Amir Q. Shakir, Dan Hartman \| – \| \| 30. November 1991 – 17. Januar 1992 7 Wochen \| 7 \| Michael Jackson \| Black or White Michael Joe Jackson, Bill Bottrell \| – \| |                                        |                                                        |                                                                                        | |
| |                                        |                                                        |                                                                                        | → 1992 → |
| Zeitraum | Wo. ges.                               | Interpret                                              | Titel Autor(en)                                                                        | Zusätzliche Informationen                                                                                   |
| (Zeitraum, Wochen auf Platz eins, Interpret, Titel, Autor[en], zusätzliche Informationen) |                                        |                                                        |                                                                                        | |
| 22. Dezember 1990 – 15. Februar 1991 8 Wochen (insgesamt 9) | 9                                      | 2 X Kaj                                                | Alle Bornene                                                                           | – |
| 16. Februar 1991 – 22. Februar 1991 1 Woche | 1                                      | Hugo                                                   | Hugorap                                                                                | – |
| 23. Februar 1991 – 1. März 1991 1 Woche (insgesamt 9) | 9                                      | 2 X Kaj                                                | Alle Bornene                                                                           | – |
| 2. März 1991 – 8. März 1991 1 Woche | 1                                      | The KLF feat. The Children of the Revolution           | 3 a.m. Eternal Jimi Francis Cauty, William Ernest Drummond                             | – |
| 9. März 1991 – 5. April 1991 4 Wochen | 4                                      | Cut ’n’ Move                                           | Take No Crap                                                                           | – |
| 6. April 1991 – 24. Mai 1991 7 Wochen | 7                                      | Roxette                                                | Joyride Per Håkan Gessle                                                               | – |
| 25. Mai 1991 – 31. Mai 1991 1 Woche (insgesamt 5) | 5                                      | Brian Igen-Igen                                        | De Sku' Ha' No'En Bank                                                                 | – |
| 1. Juni 1991 – 21. Juni 1991 3 Wochen | 3                                      | The KLF                                                | Last Train to Trancentral (The Iron Horse) Jimmy Cauty, Bill Drummond, Ricardo Lyte    | – |
| 22. Juni 1991 – 19. Juli 1991 4 Wochen (insgesamt 5) | 5                                      | Brian Igen-Igen                                        | De Sku' Ha' No'En Bank                                                                 | – |
| 20. Juli 1991 – 26. Juli 1991 1 Woche | 1                                      | Cher                                                   | The Shoop Shoop Song (It’s in His Kiss) Rudy Clark                                     | Im Original für Merry Clayton (1963) geschrieben. Aus dem Soundtrack zum Film Meerjungfrauen küssen besser. |
| 27. Juli 1991 – 8. November 1991 15 Wochen (insgesamt 16) | 16                                     | Bryan Adams                                            | (Everything I Do) I Do It for You Robert John „Mutt“ Lange, Bryan Adams, Michael Kamen | Aus dem Soundtrack zum Film Robin Hood – König der Diebe.                                                   |
| 9. November 1991 – 15. November 1991 1 Woche | 1                                      | Cut ’n’ Move                                           | Spread Love                                                                            | – |
| 16. November 1991 – 22. November 1991 1 Woche (insgesamt 16) | 16                                     | Bryan Adams                                            | (Everything I Do) I Do It for You Robert John „Mutt“ Lange, Bryan Adams, Michael Kamen | – |
| 23. November 1991 – 29. November 1991 1 Woche | 1                                      | Marky Mark and the Funky Bunch feat. Loleatta Holloway | Good Vibrations Donald Edmond Wahlberg, Mark Wahlberg, Amir Q. Shakir, Dan Hartman     | – |
| 30. November 1991 – 17. Januar 1992 7 Wochen | 7                                      | Michael Jackson                                        | Black or White Michael Joe Jackson, Bill Bottrell                                      | – |